# Івонн Кегл
Івонн Дарлін Кегл (англ. Yvonne Darlene Cagle, нар. 24 квітня 1959) — американська космонавтка і лікарка. Полковник ВПС США.

## Освіта
Народилась у Вест-Пойнті, штат Нью-Йорк, закінчила школу в Новато, Каліфорнія.
Здобула ступінь бакалавра в галузі біохімії Університету Сан-Франциско у 1981 році і ступінь доктора медицини по закінченню Вашингтонського університету в 1985 році. Завершила стажування у госпіталі в Окленді, штат Каліфорнія у 1985 році. Отримала сертифікат з авіаційно-космічної медицини Школи аерокосмічної медицини Бази ВПС США у Бруксі, Техас у 1988 році. Закінчила ординатуру з сімейної практики у Медичній школі Східної Вірджинії у 1992 році і отримали сертифікат старшого авіаційного медичного екзаменатора Федерального управління авіації у 1995 році.

## ВПС США
Кегл звільнилась з ВПС США у званні полковника у 2008 році. У травні 1989 року була призначена у 48-й тактичний госпіталь, Велика Британія. Кегл служила офіцером медичного зв'язку місії СТС-30 тестування космічного апарата «Магеллан», перш ніж стала астронавткою НАСА. Вона працювала лікаркою в клініці НАСА з 1994 по 1996 рік. У 1996 році була обрана для навчання астронавтів НАСА.

## Кар'єра космонавтки

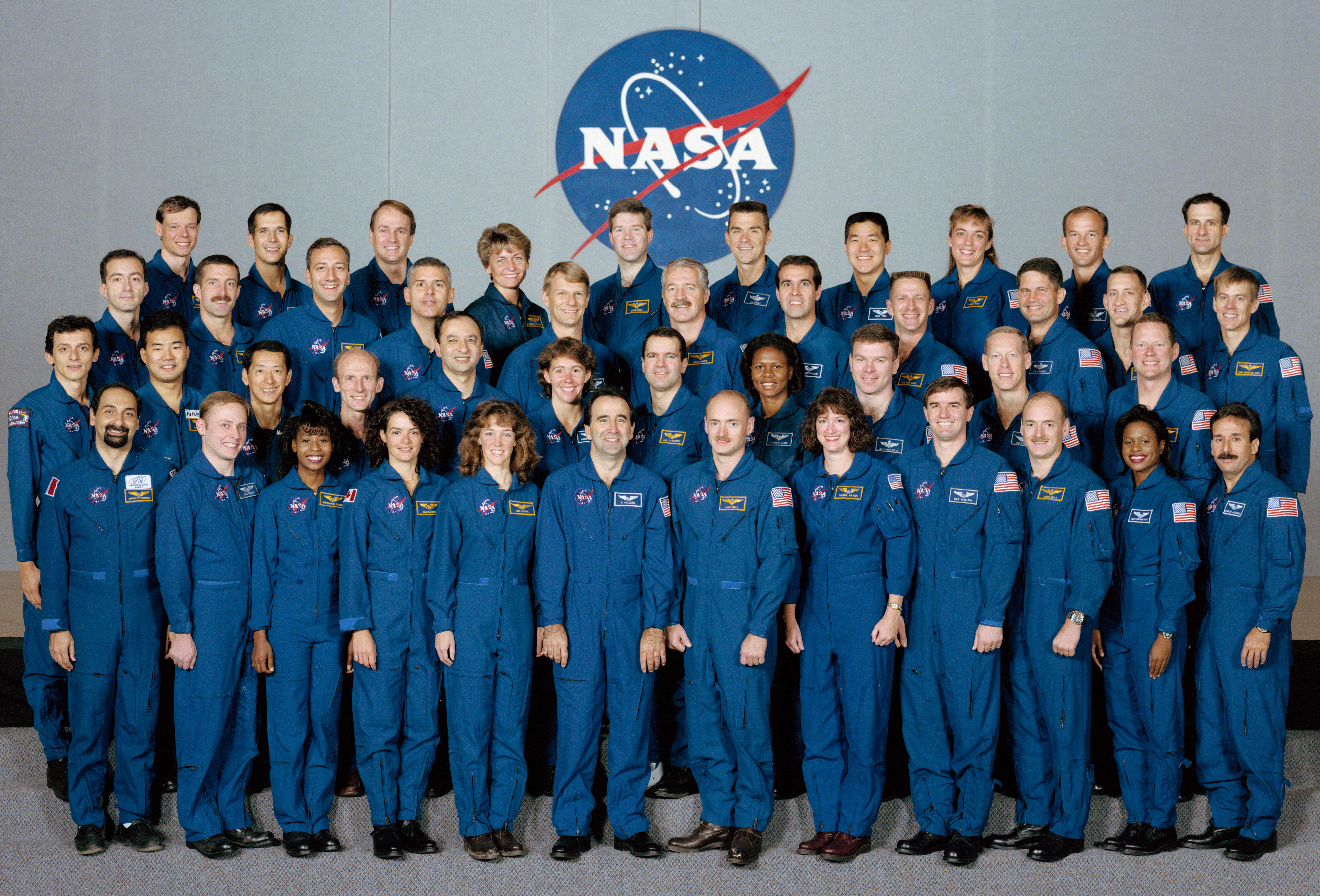
16-й набір астронавтів НАСА (1996 рік)

Івонн Кегл входила до 16-го набору астронавтів НАСА 1996 року. Зараз вона працює в Космічному центрі Джонсона.
Кегл також є радницею NASA's Flight Opportunities Program.
Нещодавно була обрана в резервний екіпаж Hawai'i Space Exploration Analog and Simulation (HI-SEAS), який є частиною дослідження НАСА з визначення найкращого раціону харчування астронавтів під час багатолітніх польотів на Марс. Крім того, доктор Кегл є почесним членом Данського астрономічного товариства.
У 2014 році Кегл була запрошеним професором в університеті Фордхем, де вона брала участь у міждисциплінарних дослідженнях у галузі охорони здоров'я, охорони навколишнього середовища та працездатності людини. Вона була удостоєна почесного звання доктора Університету Фордгем за значний і вагомий внесок в галузі науки, технології та здоров'я людини.
Станом на червень 2018 року Кегл вважається «NASA Management Astronaut»0 — це означає, що вона працює в НАСА, але більше не має права на призначення в політ.